# Bjerge Nordstrand
Bjerge Nordstrand er et sommerhusområde på Sjællands Vestkyst, mellem Kalundborg og Slagelse. Området hænger til dels sammen med Svallerup Strand, der ligger for nord for Bjerge Nordstrand. 
Bjerge Nordstrand ligger ved et naturskønt[kilde mangler] område, med et kuperet terræn og flere besøgsværdige gravhøje. Syd for sommerhusområdet finder man Urhøj Camping, der er kendt for bl.a. vindsurfing.[kilde mangler]
Kolonien Bjerge er beliggende i Bjerge Nordstrand. Et sted der er kendt af mange københavnere, hvor de som børn har været på ferie.[kilde mangler]
Navnet "Bjerge Nordstrand", skyldes at der er to sommerhusområder hvor det sydlige hedder "Bjerge Sydstrand" Disse er adskilt af et svært fremkommelig kystareal, hvor der er en mindre klint og store sten langs kysten.
Bjerge Nordstrand har ikke helt den samme kvalitet sandstrand som det sydlige sommerhusområde, men ses som værende mere naturskønt,[kilde mangler] hvor der er gode muligheder for vandring og cykling. Det er mere roligt og med færre turister.
Lokationer i nærheden af Bjerge Nordstrand:
- Urhøj (udsigtspunkt)
- Regnershøj (udsigtspunkt)
- Kolonien Bjerge